# Discovery+
Discovery+（ディスカバリー・プラス）は、ワーナー・ブラザース・ディスカバリーが提供するビデオ・オン・デマンド・サービスである。このサービスでは、ディスカバリーの主要チャンネルブランドのライブラリーから集められたノンフィクション番組に加え、オリジナルシリーズ（ディスカバリーのネットワークから既存の番組をスピンオフしたものが多い）やその他の買収したコンテンツを中心に提供している。
2020年3月23日にインドで初めてローンチされた。既存のDplayプラットフォームのリブランディングによりイギリスとヨーロッパに進出し、2021年1月4日にアメリカでローンチされた。
2022年4月にワーナーメディアとディスカバリー社が合併してワーナー・ブラザース・ディスカバリーが設立されて以来、Discovery+はワーナーメディアのHBO Maxの姉妹ブランドとなった。WBDは2つのブランドを統合する計画を発表しており、2023年4月12日に新たなストリーミングサービスである「Max」が発表され、最初にアメリカで2023年5月23日に開始された。

## 歴史
ディスカバリーは、2020年3月23日にインドで初めてDiscovery+を開始し、ディスカバリーの様々なブランドのコンテンツを収録した。2020年9月、ディスカバリーは、2021年初頭にDiscovery+の国際版を開始する計画を発表した。
2020年10月、デンマーク、イギリス、アイルランドでは、翌月に「Dplay」が「Discovery+」に改称されることが発表された。
2021年1月4日、Discovery+は、有料の広告付きプランと広告なしのプランの両方で、米国でサービスを開始した。
2021年1月5日、ヨーロッパではDiscovery+がDplayに置き換わった。
2021年8月、ディスカバリー社は、Discovery+などを含む同社の全直販ストリーミングサービスの加入者数が1,800万人を超えたと発表した。
2021年10月、ディスカバリー社は、Discovery+を10月19日にカナダで開始することを発表した。カナダでは、ディスカバリー社の多くのブランドをライセンス契約で運営しているコーラス・エンターテインメントが、このローンチのマーケティング・パートナーとなる。
2021年5月、ディスカバリー社はワーナー・ブラザースやCNNなどを運営しているワーナーメディアと経営統合することを発表した。これに伴い、ディスカバリー社はワーナーメディアが運営している同業の定額制動画配信サービスであるHBO MaxをDiscovery+との間でサービス統合を検討していることを2022年3月に発表した。ワーナー・ブラザース・ディスカバリーは2つのサービスを2023年夏に統合することを2022年8月に正式発表した。その後、同年11月に統合の時期を2023年春に前倒しすることを明らかにした。
2023年4月12日、ワーナー・ブラザース・ディスカバリーは同年5月23日にHBO Maxを統合した上で、名称を「Max」にすることを発表した。現行のHBO Maxで提供しているコンテンツに加え、Discovery+で配信している料理番組やリアリティショーなどが加わる形になるとしている。なお、サービス統合後もDiscovery+のサービスは引き続き継続される。

## 番組

### オリジナル番組
Discovery+で放送されるオリジナル番組には、ディスカバリーのネットワークで放送された番組のスピンオフが含まれる。また、HGTVシリーズ『Fixer Upper』のチップ＆ジョアンナ・ゲインズ夫妻が主宰するDIYネットワークを再構築する予定の「マグノリア・ネットワーク」のプレビューも含まれており、プレビュースペシャルやオリジナルシリーズ10本のプレミアエピソードなどを見ることができる。

### コンテンツライブラリ
Discovery+では、HGTV、フード・ネットワーク、ザ・ラーニング・チャンネル、インベスティゲーション・ディスカバリー、アジアン・フード・ネットワーク、アニマルプラネット、トラベル・チャンネル、ディスカバリーチャンネルなど、ディスカバリー社が運営する番組のストリーミングが可能。また、ディスカバリー社の他の資産からのコンテンツや、国によって異なる独占放送もある。
米国では、Discovery+は、ライセンス契約の一環として、A&EネットワークスのA&E、ライフタイム、ヒストリーの番組の一部も放送している。

### スポーツ
一部のヨーロッパ地域では、Discovery+は、ディスカバリーのユーロスポーツネットワークを通じてスポーツコンテンツを提供し、ユーロスポーツの従来のストリーミングプラットフォームであるEurosport Playerを継承している。

## デバイスのサポートとサービス機能
Discovery+は、従来のWindows/macOSのWebブラウザ、主要なデジタルメディアプレーヤーのプラットフォーム（Amazon Fire TV、Roku、Apple TV、Chromecastなど）、Android TV、Xbox OneおよびXbox Series X/Sのゲーム機、そしてAndroidおよびiOSのアプリからご利用いただけます。

## ローンチ
Discovery+は、ルーマニア、ポルトガル、ギリシャ、チェコ、ハンガリー、アイスランドで2021年と2022年に展開する予定。
| 発売日         | 国/地域        | 配信パートナー               |
| -------------- | -------------- | ---------------------------- |
| 2020年3月23日  | インド         | なし                         |
| 2020年10月10日 | イギリス       | なし                         |
| 2020年10月10日 | アイルランド   | なし                         |
| 2020年10月10日 | デンマーク     | なし                         |
| 2021年1月4日   | アメリカ合衆国 | ベライゾン                   |
| 2021年1月5日   | フィンランド   | なし                         |
| 2021年1月5日   | オランダ       | なし                         |
| 2021年1月5日   | イタリア       | なし                         |
| 2021年1月5日   | ノルウェー     | なし                         |
| 2021年1月5日   | スペイン       | なし                         |
| 2021年1月5日   | スウェーデン   | なし                         |
| 2021年1月5日   | ポーランド     | player.pl                    |
| 2021年5月5日   | トルコ         | BluTV                        |
| 2021年10月13日 | フィリピン     | Globe                        |
| 2021年10月19日 | カナダ         | コーラス・エンターテイメント |
| 2022年6月28日  | ドイツ         | スカイ・グループ             |
| 2021/2022      | チェコ         | なし                         |
| 2021/2022      | ギリシャ       | なし                         |
| 2021/2022      | ハンガリー     | なし                         |
| 2021/2022      | アイスランド   | なし                         |
| 2021/2022      | ルーマニア     | なし                         |
| 2021/2022      | ポルトガル     | なし                         |
| TBA            | バーレーン     | STARZPLAY                    |
| TBA            | クウェート     | STARZPLAY                    |
| TBA            | サウジアラビア | STARZPLAY                    |
| TBA            | 北アフリカ     | STARZPLAY                    |
| TBA            | アジア         | なし                         |

### 日本
日本でのサービス展開はDplayのサービス終了（2020年12月）時点では2021年内に開始する予定としていた。しかし、同国でのサービス開始が大幅に遅れており、ワーナー・ブラザース・ディスカバリーは2024年中期にアジア太平洋地域に進出する予定であると2022年8月に発表している。
2024年9月19日、既にワーナー・ブラザース・ディスカバリーとの間でパートナーシップ契約を締結し、HBO並びにHBO Max作品を独占配信してきたU-NEXTは同日付で新たなパートナーシップ契約を締結し、Maxの作品を同月25日から独占配信することを発表した。配信作品の中にはディスカバリーチャンネルやアニマルプラネットも含まれているため、事実上U-NEXTを経由してDiscovery+の作品が配信されることになった。

## 批判
Discovery+のプロモーション、マーケティング、広告は、視聴者から否定的な反応を受けている。また、このサービスは、ディスカバリーのリニアネットワークで見られていたいくつかの番組をDiscovery+に移行することで、従来のテレビ視聴者を有料化していると非難されている。